# 與賀神社
與賀神社（よかじんじゃ、与賀神社）は、佐賀県佐賀市にある神社。旧社格は県社。
「与賀神社」とも書き、官公庁での案内など大部分はこちらの表記が用いられている。

## 祭神

### 主祭神
与止日女神 （よどひめのかみ）=豊玉姫命（とよたまひめ）
神社では主神の与止日女神を豊玉姫命と同一の存在として、海神の娘で竜宮城の姫であり神武天皇の祖母である、としている。

### 配祀神
- 八幡神　彦火々出見命（ひこほほでみのみこと）
- 住吉神　綿津見命（わたつみのみこと）
- 乙宮神　宗像三女神（むなかたさんじょしん）
- 印鑰神　天児屋根命（あめのこやね）
- 応神天皇（おうじんてんのう）
- 菅原道真公（すがわらみちざねこう）

## 歴史
社伝によれば欽明天皇25年（564年）の創建で、当初は土地開拓の鎮守神であったと考えられている。創建について、佐賀県公式サイトでは「佐嘉郡小津西郷の塚原大明神を遷して祀ったもので、初め芦原大明神と称した後に、朝廷から与止日女大明神の神号を与えられ、勅願所となったと伝えられる」としている。また佐賀市史には「「藤龍家譜」によると与賀社大明神・前名塚原大明神（与賀町・与賀神社）を鬼門の鎮守としたのである。」とある。社伝によれば鎌倉時代は「与賀庄鎮守宮」で、建暦2年（1212年）に北条義時が社殿を再興、寛元3年（1245年）に執権北条経時が勅により祭祀の礼式を定めたとされている。
詳細が残るのは少弐氏が北九州で勢力を誇ったころからで、建長3年（1251年）に与賀郷の地頭であった少弐資能が洪鐘一口を寄進した記録が残る。さらに時代が下り室町後期の文明14年（1482年）には、大内氏に敗れた少弐政資が父教頼の旧館があったこの地に逃れ与賀城を築き、神社を鬼門の鎮守として社殿を修復した。このとき造立した楼門は佐賀県下最古期の建築物とみられており国の重要文化財に指定されている。
少弐氏没落後もこの地を治めた龍造寺氏、鍋島氏からの崇敬を集め、特に鍋島氏は藩祖鍋島直茂が朝鮮出兵の際に武運長久を祈願し、後にその報賽として社殿、拝殿、神輿などを寄進したほか、初代鍋島勝茂も毎年掃除人夫120人を給付し、他に社領として65石5斗を寄進した。また、「佐賀荘正一位与止日女大明神」の銘を持ち国の重文でもある三の鳥居（肥前鳥居）が鍋島直茂夫人藤女（陽泰院）によって献納されるなど数々の寄進をしている。さらに現在残る本殿・拝殿は宝暦8年(1758年)に鍋島宗教（6代）重茂（7代）父子が造営したものである。
なお、神階は永正10年（1513年）に一位に進んでいる。

## 主な境内社

### 佐賀恵比須神社
明治37年（1904年）に地元の有志が兵庫県・西宮神社の御分霊を戴き祀ったのが始まり。毎年1月9日、10日には「十日恵比須大祭」が開かれ新春の恒例行事となっている。佐賀市は市内の恵比寿像数が日本一として恵比寿を用いた街づくりを行っており、その中心的な存在ともなっている。

### 少弐神社
与賀城を築き、神社を城の鎮守として修復するなど多大な貢献をした少弐政資を與賀神社再興・郷土開発の守護神として祭る神社。昭和27年（1952年）に重要文化財の楼門解体修理落成を記念して建立された。毎年5月30日に少弐祭が行われる。

## 文化財

### 重要文化財（国指定）
- 与賀神社楼門

室町時代後期 - 安土桃山時代。1913年（大正2年）、当時の古社寺保存法に基づき特別保護建造物（文化財保護法下の「重要文化財」に相当）に指定された。総丹塗で正面三間、側面二間、屋根は入母屋造で当初杮葺であったが後世銅板葺屋根に改められた。楼門は、与賀城の城門が残っている伝承がある。
- 与賀神社三の鳥居及び石橋

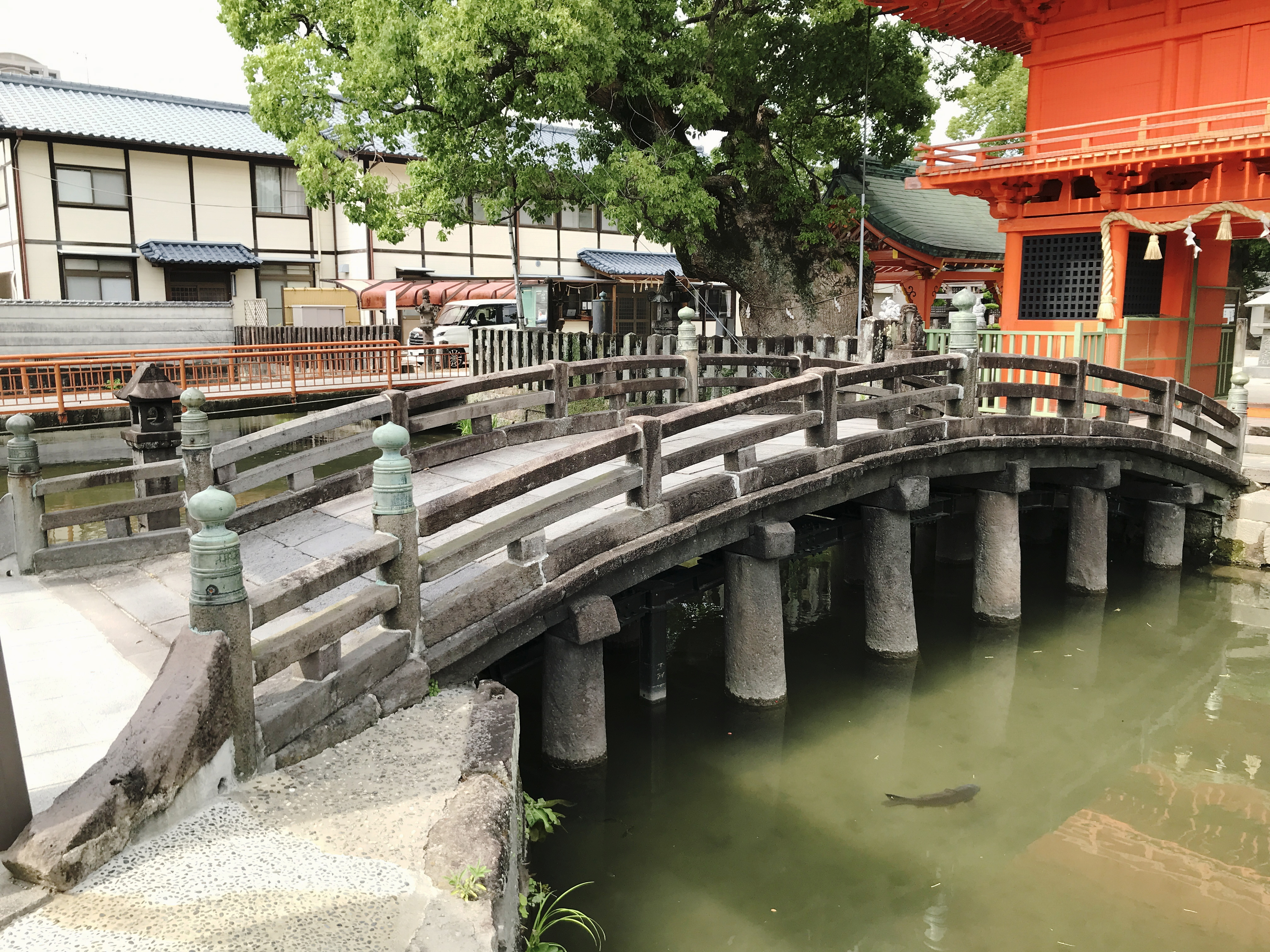
与賀神社石橋

  - 三の鳥居 - 神社の参道は「八丁馬場」といわれ千数百メートルの間に3基の肥前鳥居がある。このうち三の鳥居は石造明神鳥居で「肥前鳥居」の初期のものとして有名である。
  - 石橋 - 鳥居をくぐった先、小川にかけられた石造反橋で橋脚6基18本、擬宝珠（10個）高蘭付で、擬宝珠に慶長11年（1606年）の銘がある。鳥居とともに鍋島直茂が朝鮮出兵から無事帰還したことを祝い寄進された。桃山時代の地方的特色がみられる。

- 太刀 銘 康（以下不明）（伝康光）

与賀神社の御神刀として伝わる。銘は一部不明だが、備前国（岡山県東部）長船康光の作とされている。刃の長さ二尺四寸、手の内七寸七分、鎬造、反り八分、刃紋小乱れ。藩祖鍋島直茂が所望したが神慮を畏り、「与賀神社の永代の神宝物とせよ」と仰せつけたとの伝がある。

### 国の登録有形文化財

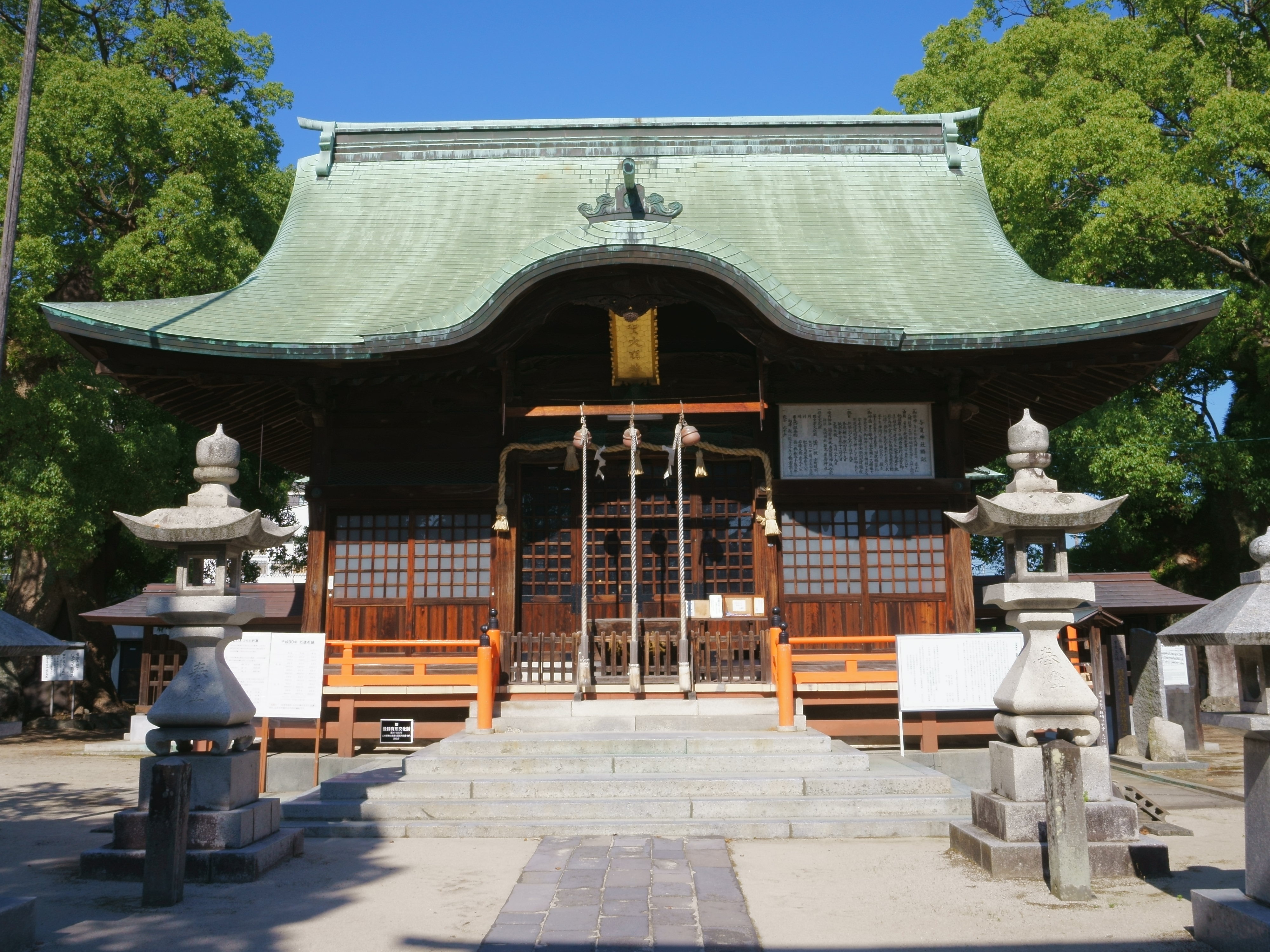
与賀神社拝殿

- 与賀神社本殿・幣殿・拝殿

奥から手前に本殿・幣殿・拝殿を接続して建てた複合社殿。本殿は石積基壇上に立つ大型の五間社流造で、内外に精巧な彫刻が施されている。幣殿は切妻造、銅板葺。拝殿は入母屋造、軒唐破風付、銅板葺。室内も装飾豊かで華やかな造りとなっている。本殿は宝暦8年（1758年）、拝殿は翌宝暦9年（1759年）の建立。

### 佐賀市重要文化財
- 掛軸　与賀大明神縁起図

筆者は永松玄偲。毎年4月19日、神社の春祭の日に公開される。

### 佐賀県天然記念物

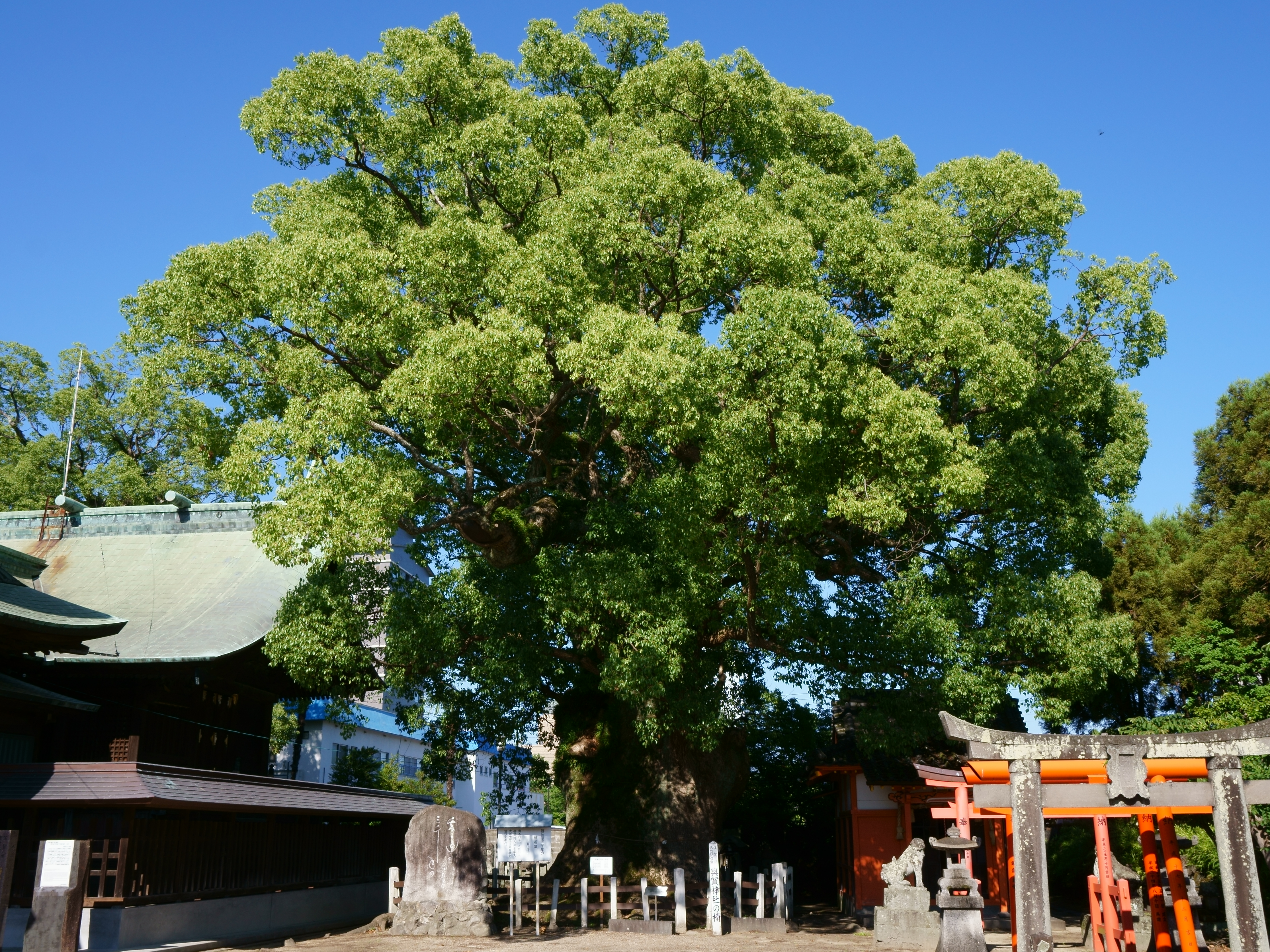
与賀神社神木の大楠

- 与賀神社の楠

境内に数本あるクスの巨木のうち拝殿南側にある1株が指定されている。根回り15.5m、目通り幹回り9.8m、樹高20.5mで、枝張り東西37m・南北25m。樹齢400年以上（昭和40年に佐賀県天然記念物に指定）と推定され、傍にはクスの堂々たる風格に感じ入った青木月斗による「我に迫る三千年の楠若葉」の句碑がある。

### その他
掛軸「七夕星祭図」と副島種臣による木額「神降百幅」が社宝とされる。「七夕星祭図」は佐賀藩の御用絵師・小原友閑斎が江戸前期に制作したもので8月7日の七夕の神事に神殿にて公開されている。損傷が激しかったため、住友財団の「文化財維持・修復事業助成」を受け修復を行い、2015年に完了した。
神社と境内社、古木、狛犬や石灯籠などの石造物はまとめて佐賀市都市景観条例に基づく「都市景観重要建築物等」に指定されている。

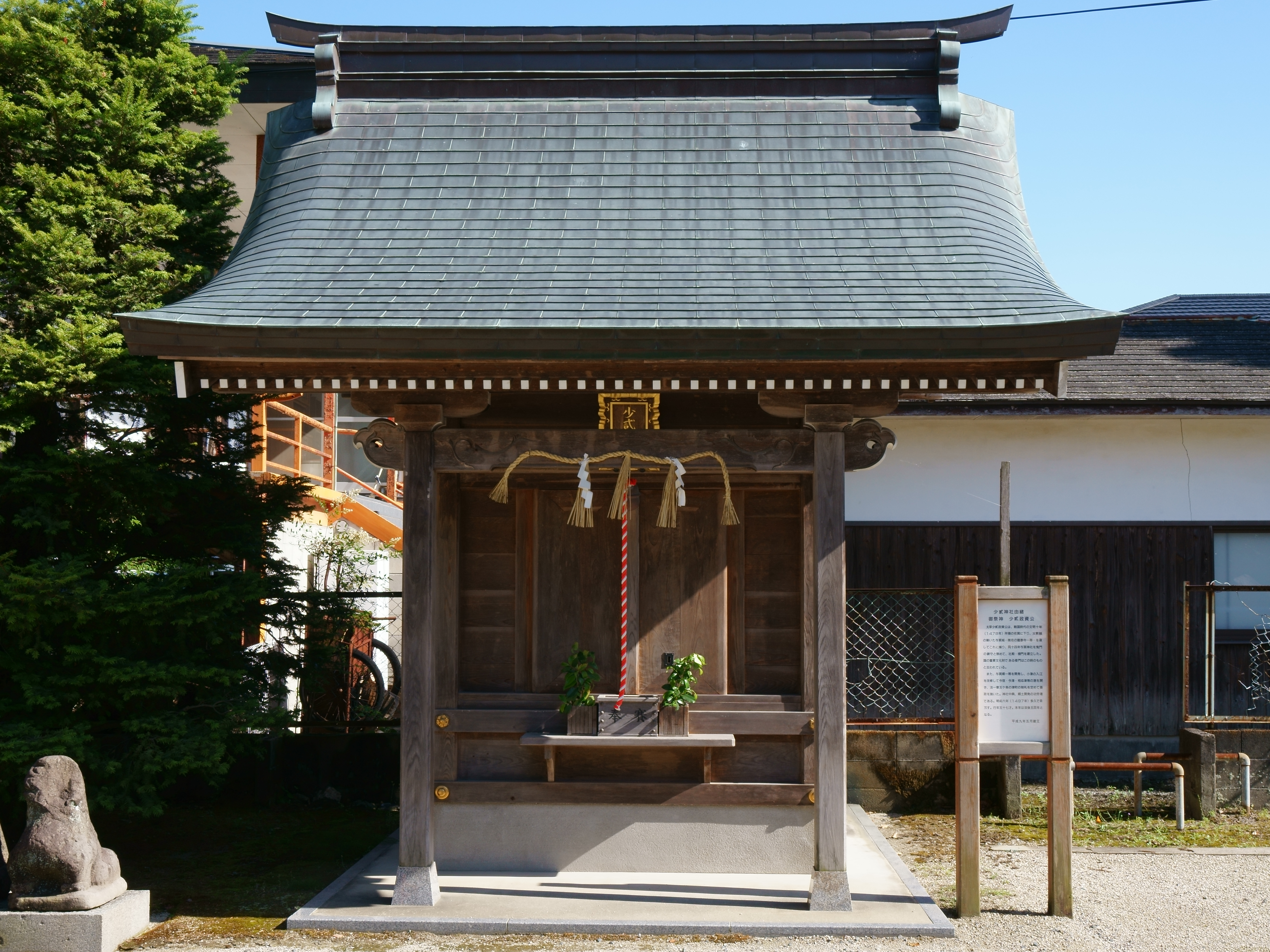
少弐神社
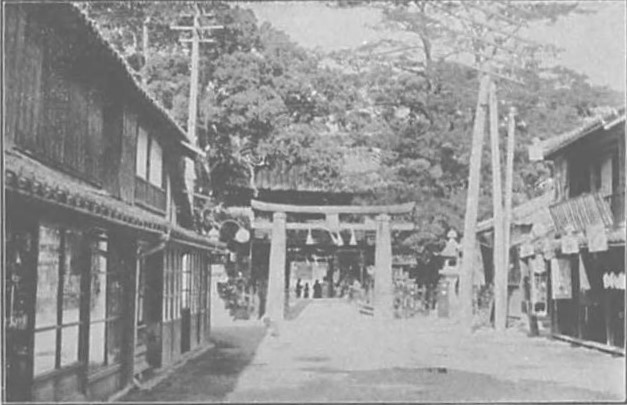
参道（1912年以前に撮影）